# Агалак-хан
Агалак (Ал-Джагір)-хан (*д/н —бл. 1508) — 9-й володар Тюменського ханства 1496—1505 роках.

## Життєпис
Походив з династії Чингизідів, гілки Шибанідів. Брат (за менш імовірною версією син) Мамука, хана тюменського. Ймовірно син Махмутека. 1496 року брав участь у поході на Казань. внаслідок чого Мамук став казанським ханом. За цим останній передав владу в Тюменському ханстві Агалаку. Після загибелі Мамука вів боротьбу проти Мухаммеда Тайбуги, сибірського хана.
1498 року виступив проти казанського хана Абдул-Латіфа, але при звістці про висування московського війська на допомогу останньому відмовився від походу. 1499 року інше московське військо на чолі із воєводою Семеном Курбським вдерлося до Пелимського князівства вимушен був рушити на допомогу «князьцу» Юмшану, але 1500 року Агалак і зазнали поразки.
1504 року проти нього повстав небіж Ахмад, якого вже у 1505 році повалив Кулук-хан. У 1505 році хан Агалак і його стриєчний брат Ак-Курт (син Саїдека) залишають територію Тюменського ханства і опиняються в ногайських кочів'ях. Ймовріно в цейчас об'єднується з Хасан-бієжм, правителем Ногайської Орди. У 1507—1508 роках Агалаквів перемовини з московськими царем Василем III щодо отримання трону Казанського ханства або Касимовського ханства в обмін на визнання зверхності Москви чи хоча б Андріїв-городок у Мещері для Ак-Курта. Ймовріно в цей час Агалак не почував себе певнено в Чімгі-Туре (Тюмені) через успіхи сибірського хана Ангіша.
Близько 1508 року ногайський бій Хасан для підняття свого престижу намагався поставити його ханом Ногайської Орди, а самому стати при ньому беклярбеком, але цей задум не отримав підтримки у ногайської знаті. Після цього ні Хасан, ні Агалак не згадуються. Напевно, їх було вбито.